# Chromatomyia soldanellae
Chromatomyia soldanellae är en tvåvingeart som beskrevs av Jaroslav Stary 1950. Chromatomyia soldanellae ingår i släktet Chromatomyia och familjen minerarflugor.
Artens utbredningsområde är Slovakien. Inga underarter finns listade i Catalogue of Life.